# Warner Seelig Bass
Warner Seelig Bass (geboren als Werner Adolf Seelig 6. Oktober 1908 in Brandenburg an der Havel; gestorben 14. November 1988 in New York City) war ein deutsch-US-amerikanischer Musiker.

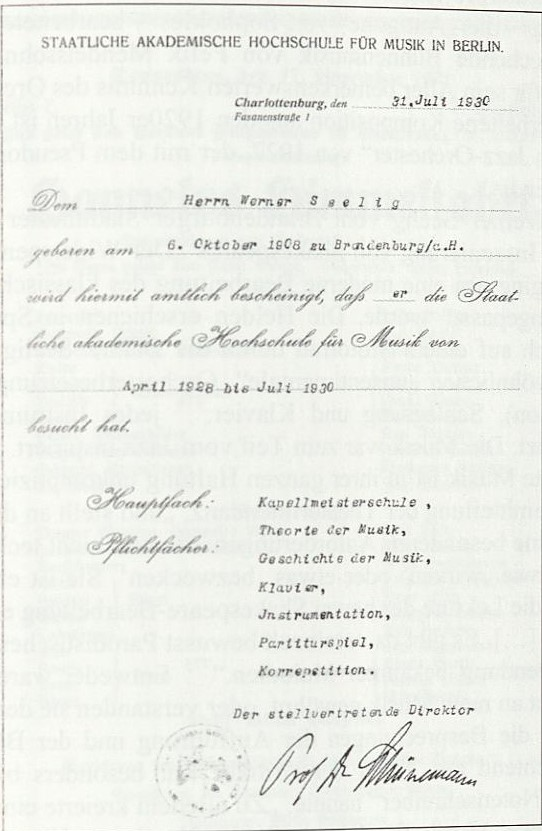
Zeugnis 1930

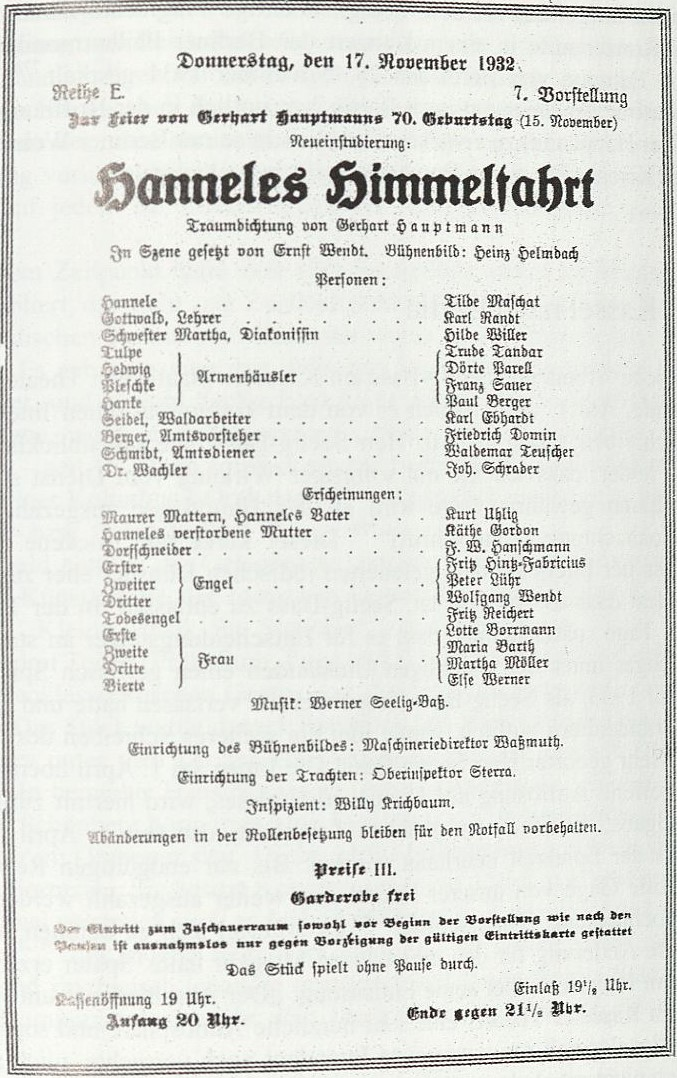
Hanneles Himmelfahrt in Kassel, 1932

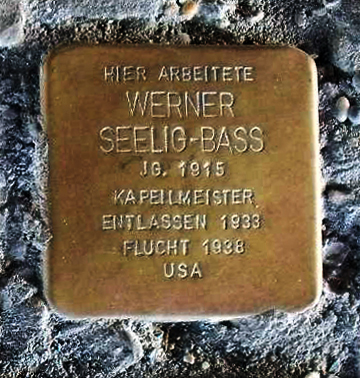
Stolperstein in Kassel

## Leben
Werner Seelig war ein Sohn des Ingenieurs Eugen Seelig, Gründer einer Elektromotorenfabrik. Er besuchte in Brandenburg die Saldria. Nach dem frühen Tod Eugen Seeligs heiratete seine Mutter den Geschäftsmann Mischa Bass, der ihre Kinder adoptierte. Werner Seelig-Bass studierte Theaterwissenschaften, Philosophie und Sprachen an der Berliner Universität und Dirigieren, Klavier und Komposition an der Hochschule für Musik, an der er zusammen mit Edmund von Borck in die Kapellmeisterklasse von Julius Prüwer aufgenommen wurde. Mit von Borck komponierte er eine Oper, die aber nicht zur Aufführung gelangte und deren Partitur im Bombenkrieg verloren ging.
Nach dem Hochschulabschluss 1930 wurde Seelig-Bass Kapellmeister und Korrepetitor am Staatstheater Kassel. Nach der Machtübergabe an die Nationalsozialisten 1933 wurde ihm in Kassel aus rassistischen Gründen gekündigt, und 1935 erlosch auch seine Anwartschaft auf eine Mitgliedschaft in der Reichsmusikkammer. Es war ihm jetzt nur noch gestattet, bei Veranstaltungen des Kulturbunds Deutscher Juden aufzutreten, in dessen Orchester er die Oboe übernahm, in der Verlegenheit eine andere bezahlte Stelle zu bekommen. 1936 komponierte und dirigierte er die Bühnenmusik zu einer Inszenierung der Antigone in der Regie von Fritz Jessner, das Kulturbundorchester dirigierte er ansonsten nur gelegentlich. Ebenfalls 1936 begleitete er die Sängerin Isa Kremer bei zwei Liederabenden jiddischer Musik am Klavier. Eine weitere Beschäftigung fand er als Pianist in der Kleinkunstbühne des Kulturbundes unter der Leitung von Max Ehrlich. Seelig-Bass gewann Anfang 1937 mit seiner Komposition Vorspiel zu einer jüdischen Feier einen Kompositionswettbewerb des Reichsverbandes Jüdischer Kulturbünde, die am 31. Mai 1937 bei der 40-Jahr-Feier der Zionistischen Vereinigung für Deutschland aufgeführt wurde, die Musik wurde später in den USA nochmals aufgeführt.
Seit Januar 1935 arbeitete er mit der Kabarettistin Marion Koegel (1909–2000), arrangierte, komponierte für sie und begleitete sie am Klavier, sie nahmen mehrere Platten bei Lukraphon auf und tourten mit einem Programm jiddischer Lieder durch das Deutsche Reich. Anfang 1938 emigrierten beide nach Kuba und von dort in die USA, heirateten 1941 und passten ihre Namen den Gegebenheiten an: Er nannte sich nun Warner Seley Bass, abgekürzt Warner S. Bass, sie hieß nun Marion Corda. Sie gab 1940 noch ein gut angenommenes Konzert in New York, verstummte dann aber aus ungeklärten Gründen. Bass daneben fand zunächst nur eine Stelle als Chorleiter und Organist im Temple Adath Israel in der Bronx. 1943 wurde er zum Militärdienst eingezogen und wurde US-amerikanischer Staatsbürger. Nach Mai 1945 wurde er nach Europa versetzt und arbeitete als Dirigent eines Militärorchesters an verschiedenen Standorten der US-Army für die United Service Organizations (USO), kehrte dann Ende 1945 nach New York zurück.
Warner Bass arbeitete ab 1947 mit dem Tenor Jan Peerce, den er bei Gastauftritten als Orchesterdirigent oder bei Liedrecitals am Klavier begleitete. Sie nahmen auch Schallplatten bei RCA Victor auf. Daneben arbeitete er auch mit Roberta Peterman, Jan Kiepura und dessen Frau Martha Eggerth, Hilde Güden, George London und Leonie Rysanek. Nach einem Zerwürfnis mit Leopold Stokowski 1962 zog sich Bass aus dem Konzertleben zurück und widmete sich der Lehre der Musikgeschichte und Musiktheorie an der New York University, wofür er allerdings vorher noch einen B.A. und einen M.A. machen musste. 1969 wechselte er als Professor für Musikerziehung an die City University of New York (CUNY). 1966 berief ihn die American Society of Composers, Authors and Publishers (ASCAP) zum Mitglied.